# Dinamo (generador eléctrico)

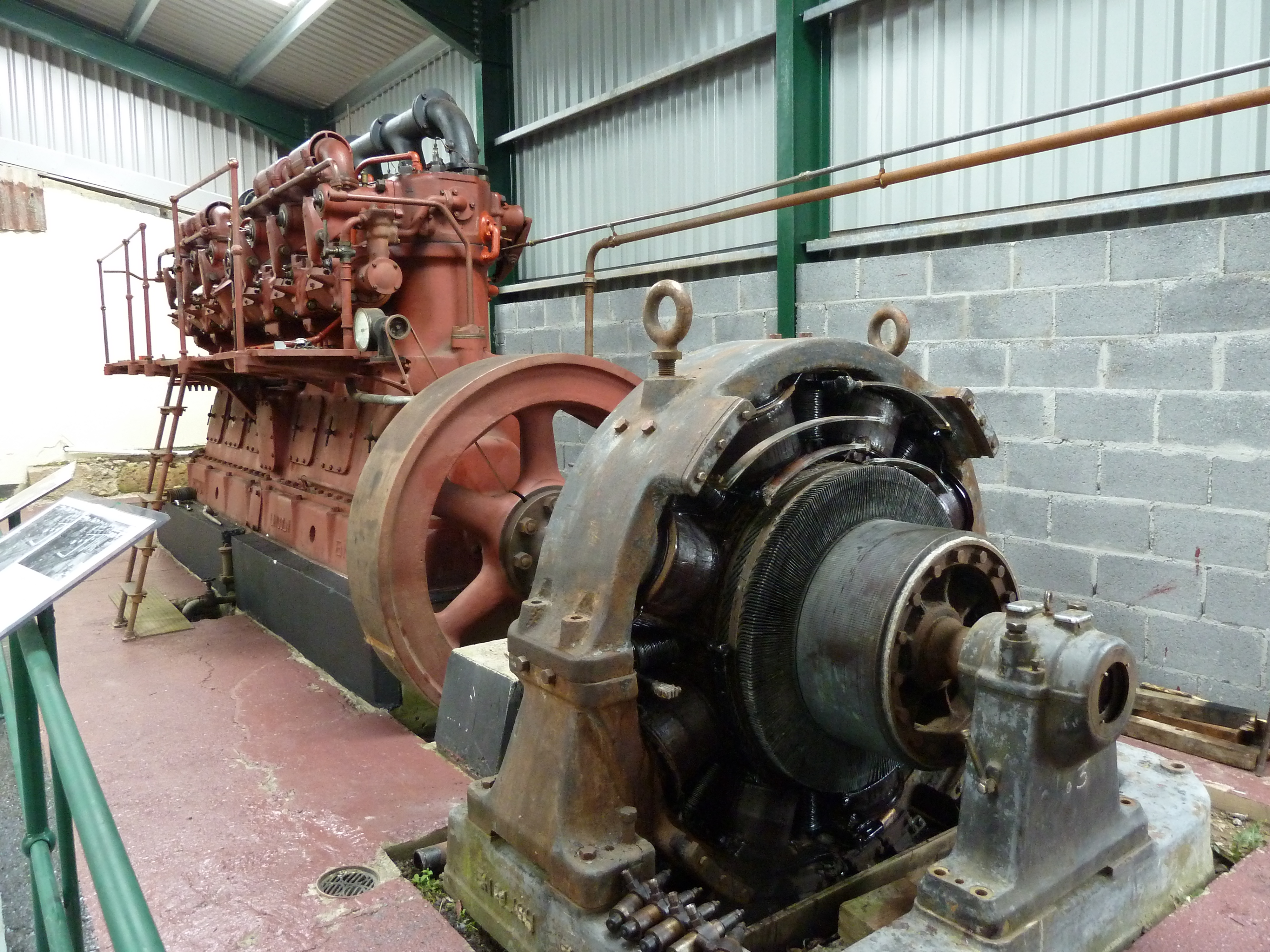
Una dinamo (en primer plano), impulsada por un motor diésel (al fondo)

Una dinamo o dínamo es un generador eléctrico destinado a la transformación de flujo magnético en electricidad mediante el fenómeno de la inducción electromagnética, generando una corriente continua.

## Historia

### Disco de Faraday

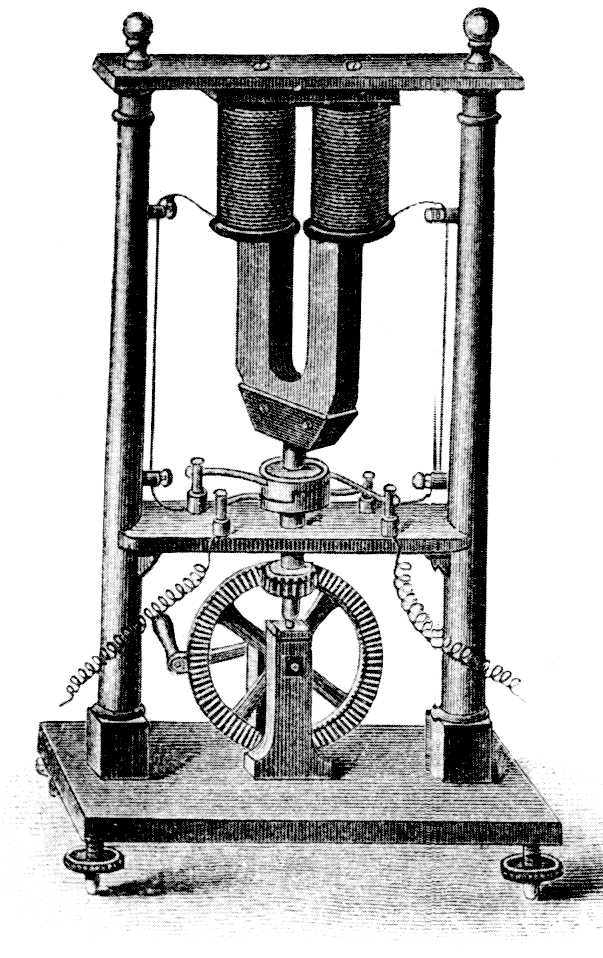
Dínamo de Pixii

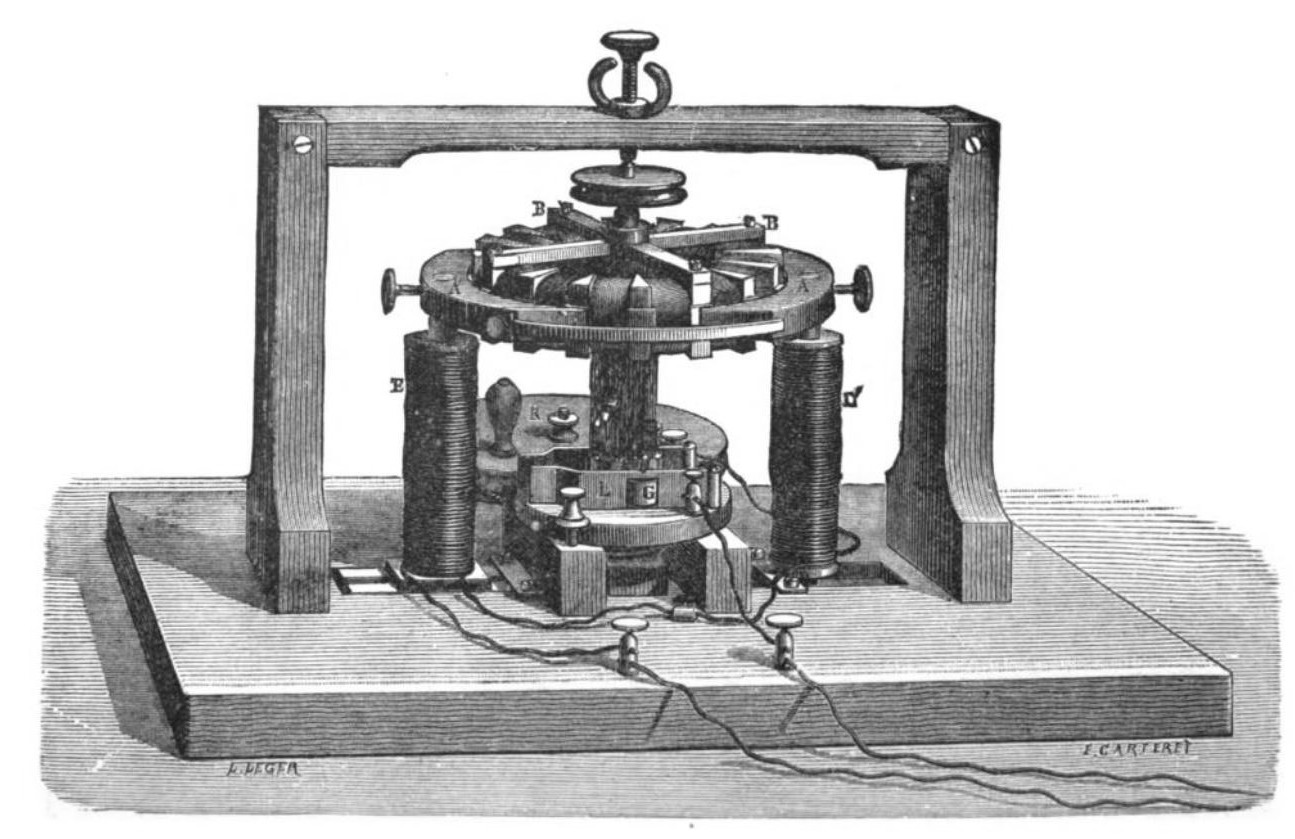
Dinamo de Pacinotti (1860)

Durante los años 1830 y 1832, Michael Faraday descubrió que un conductor eléctrico moviéndose en un campo magnético generaba una diferencia de potencial. Aprovechando esto, construyó el primer generador electromagnético, el disco de Faraday, un generador homopolar, empleando un disco de cobre que giraba entre los extremos de un imán con forma de herradura, generándose una pequeña corriente continua.
El dinamo fue el primer generador eléctrico apto para el uso industrial, pues fue el primero basado en los principios de Michael Faraday. Construido en 1832 por el fabricante francés de herramientas Hippolyte Pixii, empleaba un imán permanente que giraba por medio de una manivela. Este imán estaba colocado de forma que sus polos norte y sur pasaban al girar junto a un núcleo de hierro con un cable eléctrico enrollado (como un núcleo y una bobina). Pixii descubrió que el imán giratorio producía un pulso de corriente en el cable cada vez que uno de los polos pasaba junto a la bobina; cada polo inducía una corriente en sentido contrario, esto es, una corriente alterna. Añadiendo al esquema un conmutador eléctrico situado en el mismo eje de giro del imán, Pixii convirtió la corriente alterna en corriente continua. 
En 1860 Antonio Pacinotti, un científico italiano, ideó otra solución al problema de la corriente alterna: reemplazó la bobina axial giratoria dipolar con una bobina toroidal multipolar que él creó enrrollando un anillo de hierro con un bobinado continuo conectado al conmutador en muchos puntos equidistantes alrededor del anillo, estando el conmutador dividido en muchos segmentos. Esto significó que algunas partes de la bobina pasaba continuamente a través de los imanes, suavizando la corriente.
En 1871 Zénobe diseña la primera central comercial de plantas de energía, que operaba en París en la década de 1870. Una de sus ventajas fue la de idear un mejor camino para el flujo magnético, rellenando el espacio ocupado por el campo magnético con fuertes núcleos de hierro y reducir al mínimo las diferencias entre el aire inmóvil y las piezas giratorias. El resultado fue el primer dinamo como máquina para generar cantidades comerciales de energía para la industria.

### Dinamo de Gramme

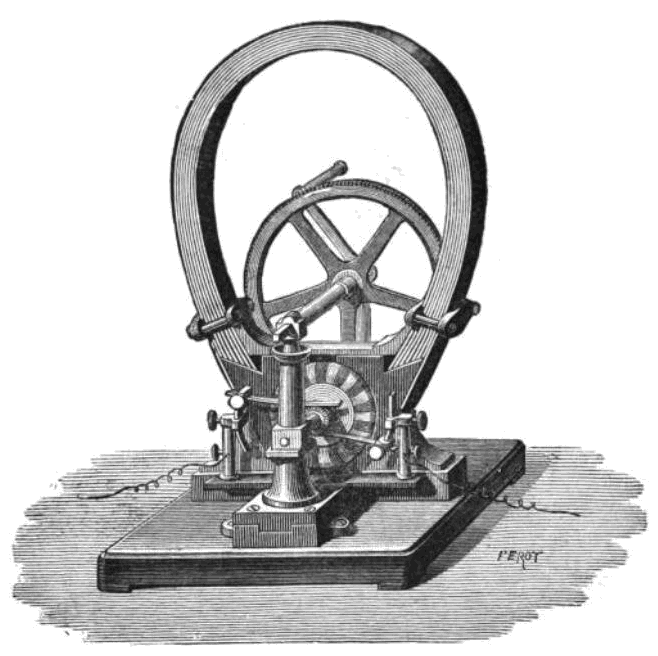
Pequeña dinamo de Gramme (ca. 1878)

Los diseños de Faraday y Pixii sufrían del mismo problema: inducían picos repentinos de corriente sólo cuando los polos N o S del imán pasaban cerca de la bobina; la mayor parte del tiempo no generaban nada.
Antonio Pacinotti, un científico italiano, resolvió el problema reemplazando la bobina giratoria por una de forma toroidal, enrollada alrededor de un anillo de hierro. Así, siempre  una parte de la bobina estaba influida magnéticamente por los imanes, suavizando las variaciones de corriente.
Posteriormente Zénobe Gramme reinventó el diseño e ideó los primeros generadores comerciales a gran escala, que operaban en París en torno a 1870. Su diseño se conoce como la dinamo de Gramme.
A partir de entonces se han realizado nuevas versiones mejoradas, pero el concepto básico de bucle giratorio sin fin permanece en todas las dinamos modernas.

### Dinamo en el automóvil
Uno de los usos más comunes que se le dio a la dinamo fue el de generador de energía eléctrica para el automóvil. A medida que, desde principios del siglo XX, los automóviles se iban haciendo más complejos, se demostró que los sistemas de generación de energía eléctrica con los que se contaba (principalmente magnetos) no eran lo suficientemente potentes para las necesidades del vehículo. 
Aunque se trataba de un elemento que proporcionaba la energía necesaria con relativamente poco peso, presentaba ciertos problemas. El más importante era que la velocidad de rotación que se le suministraba nunca era constante, ya que las revoluciones del motor están continuamente variando, siendo requisito el que tenía que ser capaz de suministrar la misma corriente en ralentí, movimiento lento, aun cuando el motor estuviera a pleno rendimiento. Esto se solucionó con los reguladores que, aunque son sencillos en su diseño, requieren de un reglaje muy delicado. Estos dispositivos debían ser capaces de regular el voltaje y la intensidad. Además debería evitar que la dinamo funcionara como un motor eléctrico cuando el vehículo estuviera al ralentí, que es cuando prácticamente no produce energía, para que el flujo de corriente no se invirtiera (dado que las dinamos tienen un diseño muy parecido al de los motores eléctricos, en el automóvil llegaban a funcionar como tales cuando se invertía el flujo de corriente al ser mayor el potencial que suministraba la batería que el potencial que suministraba la dinamo). 
Desde los años 1970 han sido sustituidos progresivamente por el alternador, no quedando ningún vehículo en producción con el anterior sistema actualmente.
La corriente generada es producida cuando el campo magnético creado por un imán o un electroimán  fijo, inductor, atraviesa una bobina, inducido, colocada en su centro. La corriente inducida en esta bobina giratoria, en principio alterna, es transformada en continua  mediante la acción de un conmutador giratorio, solidario con el inducido, denominado colector, constituido por unos electrodos denominados delgas. De aquí es conducida al exterior mediante otros contactos fijos llamados escobillas que conectan por frotamiento con las delgas del colector.

## Usos comunes

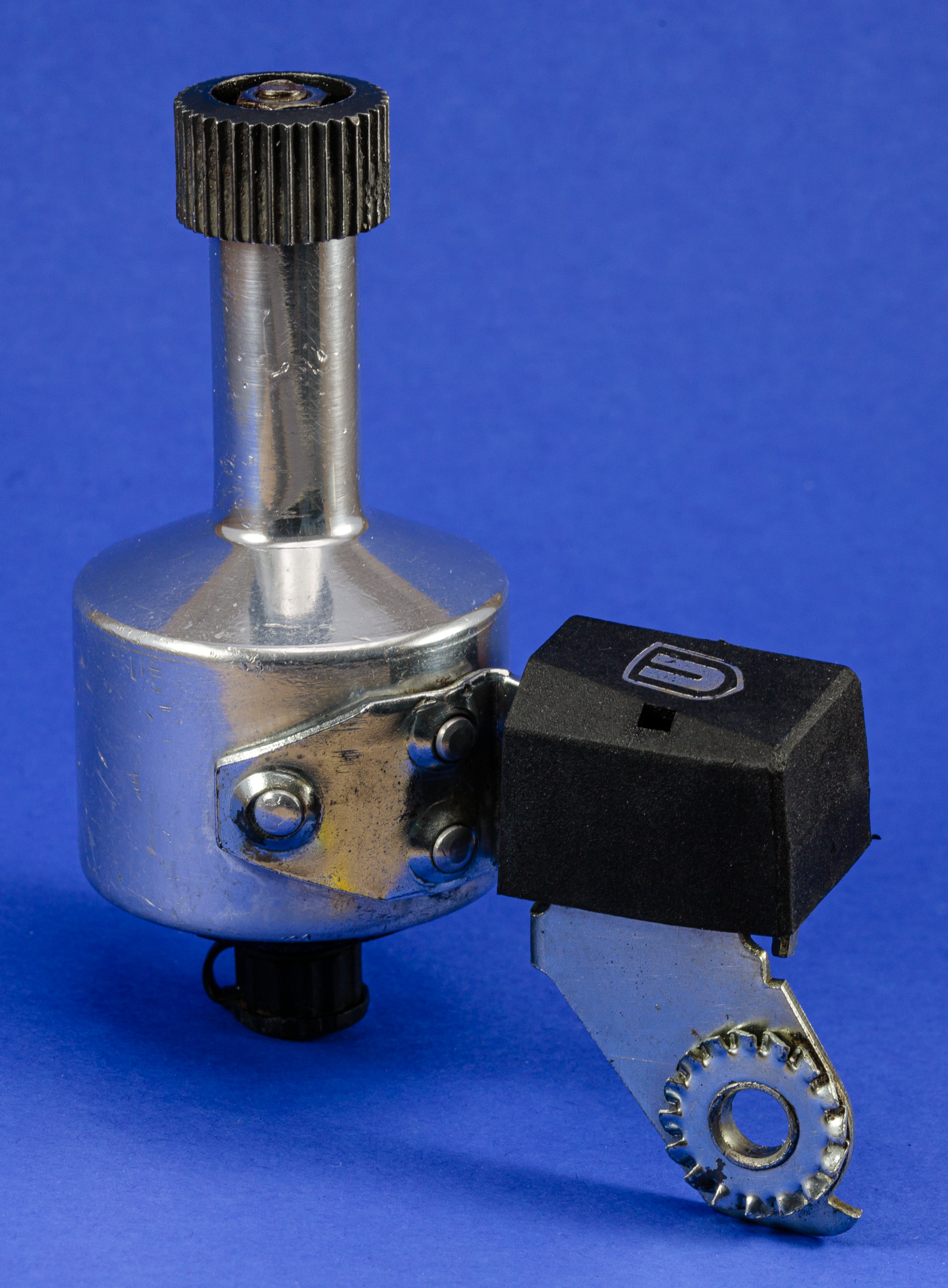
Dinamo de botella convencional

Las denominadas dinamos han sido ampliamente utilizadas por los ciclistas durante años. Gracias al dinamo, que genera energía eléctrica, los ciclistas han podido circular por las noches por la carretera con una mínima iluminación. En realidad, las denominadas dinamos de bicicleta son alternadores, ya que consisten en un imán, solidario al eje de giro, y una bobina estática, sin delgas, ni escobillas, que rectifiquen la corriente. La corriente así producida es alterna y no continua, a pesar de ello, tradicionalmente, se les ha llamado dinamos.
En las dinamos tradicionales, o de botella, el extremo del eje de la dinamo porta un cabezal que se apoya a voluntad en el neumático de una de las ruedas, de modo que al girar la rueda gira a su vez la dinamo. El sistema es bastante rudimentario y produce un apreciable rozamiento que obliga a pedalear con fuerza. Debido a esto este tipo de dinamos ha ido siendo sustituido por otros modelos sin fricción, como la dinamo de buje o la de oreja. Además, la aparición de nuevos métodos de iluminación con lámparas de leds y de mejores baterías, con gran potencia y autonomía, ha reducido el uso de estas dinamos en general.